# 海洋綠洲號
海洋绿洲号（英語：Oasis of the Seas）属于皇家加勒比國際遊輪，曾是全球最大、造价最高的邮轮，於2024年被海洋標誌號超越。其級別属绿洲级。
海洋绿洲号共耗资9亿欧元（约14亿美元），可容纳5,400人，如果包括在房间内加床，最多可容纳6,296名乘客及2000名船员。长361.8米、宽63.4米，高出水面部分72米，一共16层。甚至设计了可以伸缩的烟囱，以便通过海峡桥梁。
该船由韩国STX造船厂的芬兰子公司建造，完成之后正式超过同属该公司海洋自由号，成为全球最大邮轮。海洋绿洲号2009年12月1日由美国劳德岱堡港首航，驶往海地。主要负责加勒比海航线。
郵輪內建有名為中央公园的中庭，當中种植了很多真的花草树木，还有独特的豪华露天剧院，可上演包括类似百老汇音乐剧在内的各种表演，亦設有各式餐厅、健身房、购物中心等各类豪华设施。
同级的海洋魅力号于2008年二月开始建造，已於2010年11月下水。海洋魅力号於2010年12月1日由美国劳德岱堡港首航，驶往海地。主要负责加勒比海航线。

## 外部連結
- 皇家加勒比國際遊輪官方網站 （页面存档备份，存于） （英文）